# Дворец Лопацинских (Сулистровских)
Дворе́ц Лопаци́нских (лит. Lopacinskių rūmai), дворе́ц Сулистро́вских (лит. Sulistrovskių rūmai) — дворец XVI—XVIII веков в стиле раннего классицизма в Старом городе Вильнюса на улице С. Скапо (Skapo g. 4). 
Дворец является памятником архитектуры республиканского значения (AtR 60) и памятником истории местного значения (IV 53) охраняется государством, код в Регистре культурных ценностей Литовской Республики 765. Дворец — важный урбанистический формант: он хорошо виден с площади С. Дауканто и замыкает перспективу улицы Лейиклос.

## История

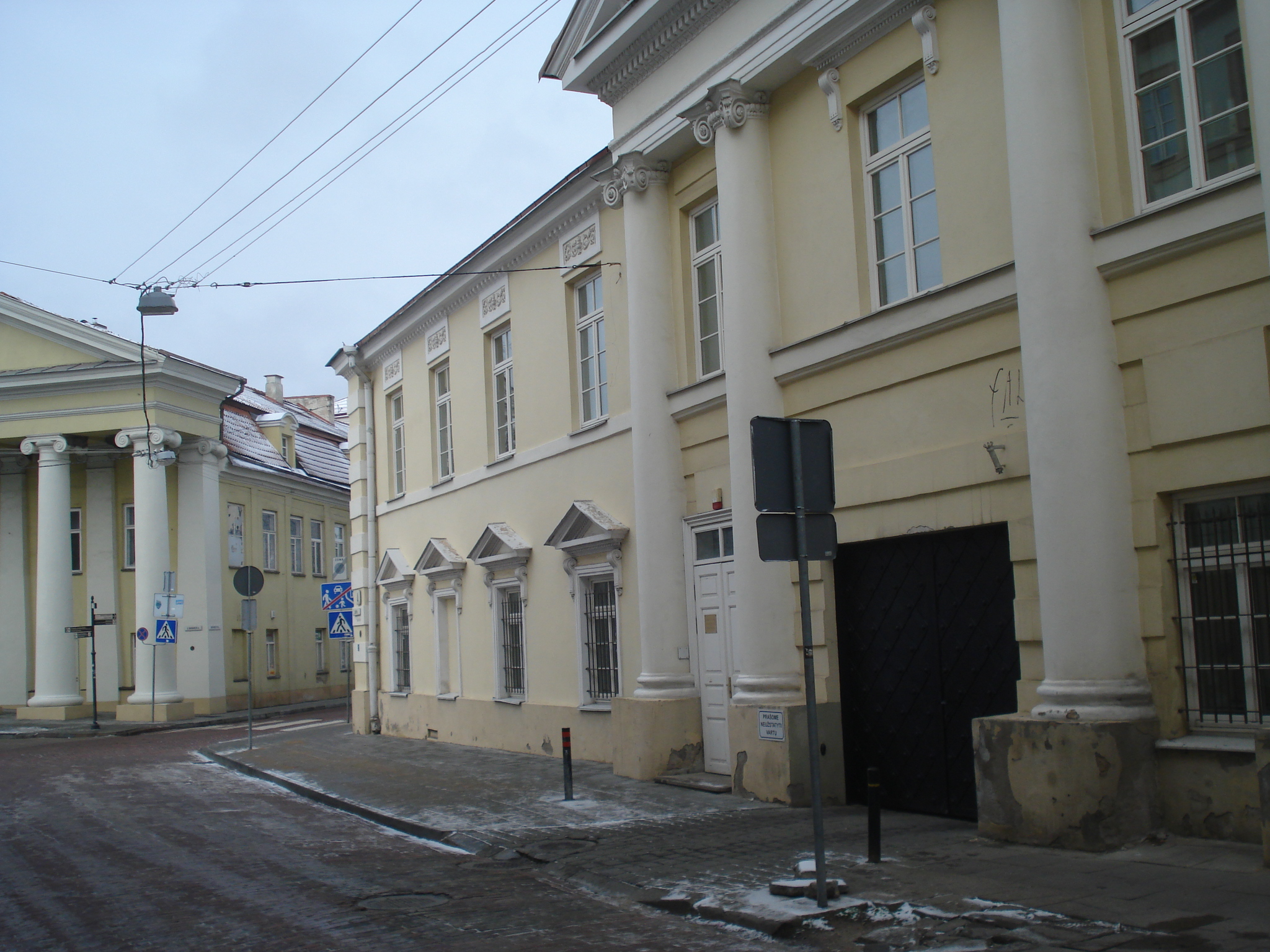
Главный фасад

Каменное здание стояло на этом месте уже в 1545 году. В конце XVIII века оно было перестроено в стиле классицизма по проекту архитектора Мартина Кнакфуса. В 1782—1854 годах дворец принадлежал Сулистровским. Во второй половине XIX века дворец стал собственностью Лопацинских. В 1893 году его ремонтировал тогдашний владелец купец М. Пинёров. В 1930 году по проекту архитектора Стефана Нарембского западный корпус был приспособлен под дворец виленского епископа. В 1942—1952 годах на втором этаже жил композитор Йонас Бендорюс. Он руководил Вильнюсским музыкальным училищем (до 1945 года) и Вильнюсской консерваторией (1945—1949), которые располагались в этом же здании.
В 1953 году по проекту архитектора Сигитаса Ласавицкаса здание было отремонтировано и приспособлено под квартиры и общежитие студентов консерватории. В 1960 году в память о композиторе Йонасе Бендорюсе на фасаде дворца была установлена мемориальная доска., в настоящее время отсутствующая.
Ныне здесь размещается Государственная комиссия по литовскому языку, Служба эконома Вильнюсской архиепархии, секретариат Конференции епископов Литвы (Lietuvos vyskupų konferencijos sekretoriatas).

## Архитектура

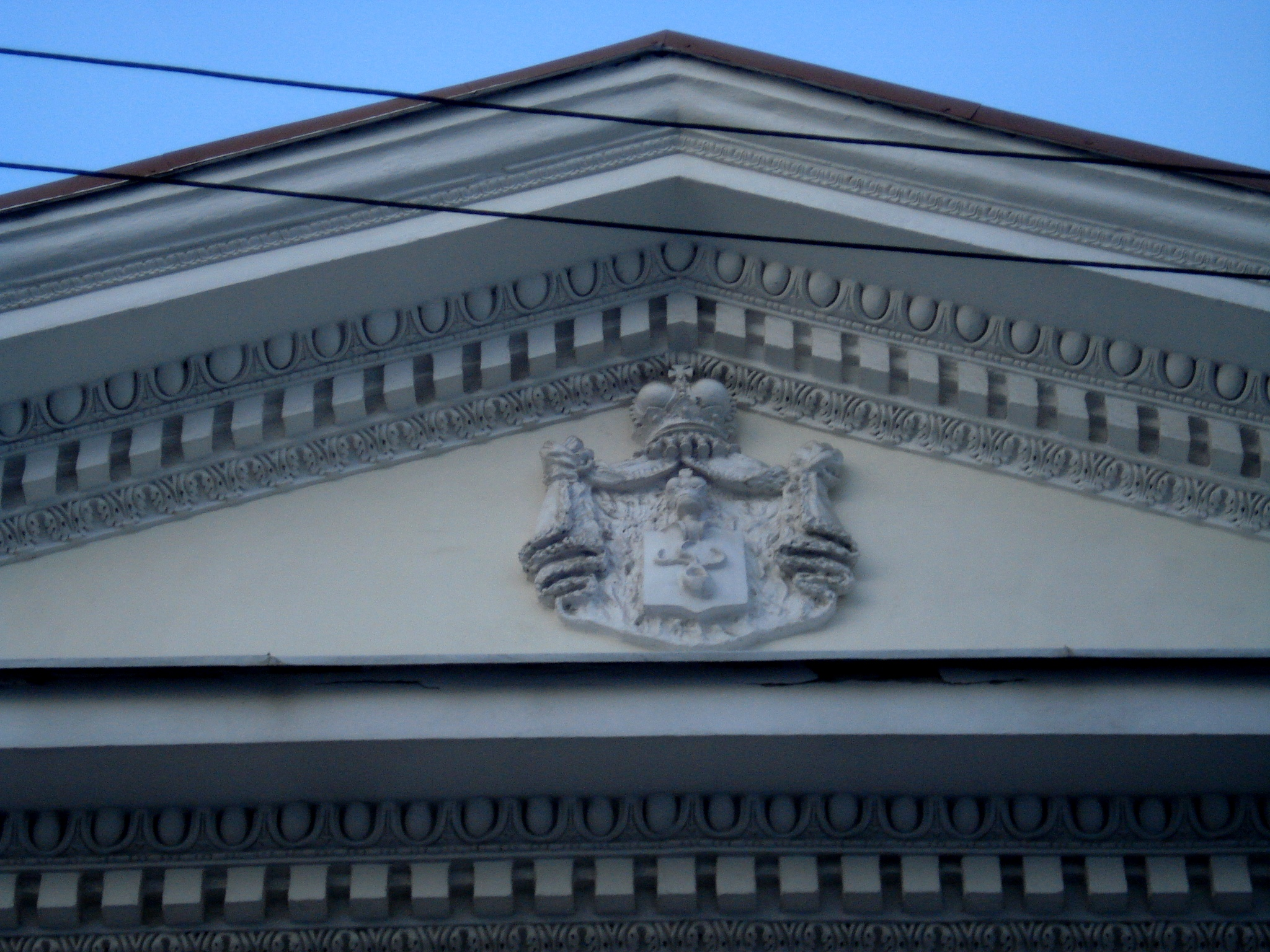
Пышный герб с двумя коронами и мантией

Три двухэтажных корпуса дворца окружают двор квадратной формы, в который ведут ворота южного корпуса с улицы С. Скапо. С северной стороны двор закрывает задний корпус здания на Швянтарагё 4 (Šventaragio g. 4). Главный южный и западный корпус выходят на улицу С. Скапо. Стены сложены из кирпича (часть готической кладки) и покрыты штукатуркой.

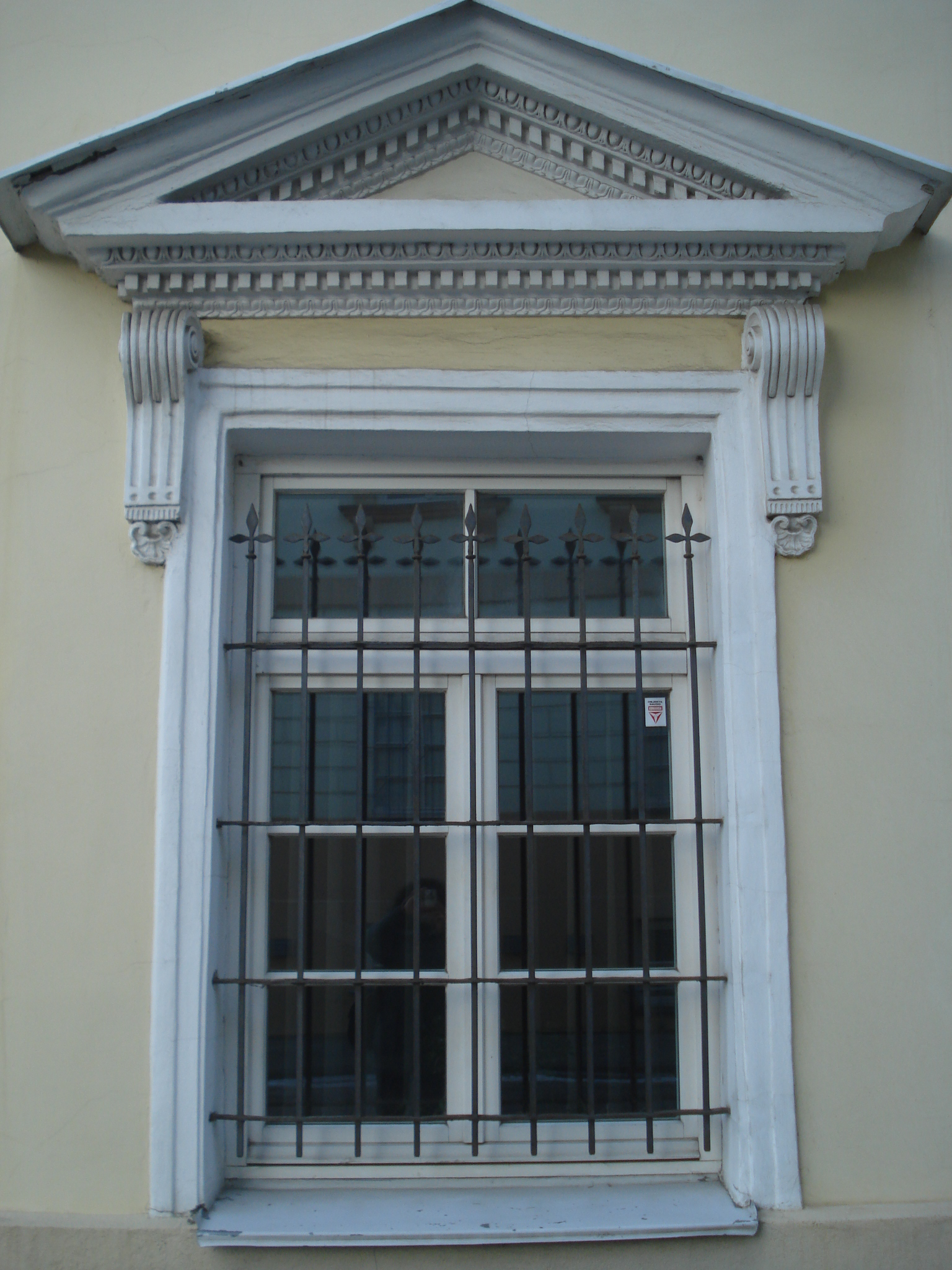
Окно с сандриком

Главный фасад почти симметричный. Ось симметрии акцентируют имитирующие портик четыре ионические полуколонны и треугольный фронтон, тимпан которого украшает картуш с рельефным гербом.. Полуколонны сгруппированы по две по обе стороны ворот. Такими портиками большого ордера любил подчёркивать главные фасады двухэтажных дворцов Мартин Кнакфус
Окна нижнего этажа с обрамлением и треугольными сандриками. Над окнами второго этажа располагаются пластины с рельефными растительными мотивами. Углы дворца подчёркнуты рустом.